# Mártires escolapios de Tamarite
Los Mártires escolapios de Tamarite son los cinco escolapios del Colegio Escuelas Pías de Tamarite, martirizados y asesinados por milicianos anarquistas en el inicio de la Guerra Civil Española en la localidad oscense de Tamarite de Litera, diócesis de Barbastro, España. Los escolapios perdieron en el periodo (1936-1939) a 204 religiosos de los que 30 pertenecían a la provincia escolapia de Aragón. Por otra parte, en la diócesis de Barbastro durante persecución religiosa durante la Guerra Civil Española, fue asesinado el 88 % del clero. Existen diversas causas de beatificación pendientes.

## Lista de fallecidos
- Salvador Lizana Torres
- Julián Pascual Nunell
- Antonio Ortiz Barga
- Antonio Artigas Aznar
- Eustaquio Aguilanedo Puyol

## Enlaces
- escolapios víctimas de la persecución religiosa
- Portal:Iglesia católica. Contenido relacionado con Iglesia católica.

- Datos: Q30062359